# La Roca (Jalisco)
La Roca es una localidad del estado mexicano de Jalisco. Es parte del municipio de Tlajomulco de Zúñiga.

## Demografía
| Censo | Población |
| ----- | --------- |
| 2000  | 10        |
| 2010  | 2 351     |
| 2020  | 2 672     |